# Station Seahill
Station Seahill  is een spoorwegstation in Seahill een buitenwijk aan de oostkant van Holywood in het Noord-Ierse graafschap Down. Het station  ligt aan de lijn Belfast - Bangor.